# Анно фон Зангергаузен
А́нно фон Зангерга́узен (нім. Anno von Sangerhausen; ? — 8 липня 1273) — десятий великий магістр Тевтонського ордену (1256—1273). 5-й лівонський ландмейстр (1253—1256). Представник німецького шляхетного роду Зангергаузенів. На його управління припало Велике прусське повстання (1260—1274), що поставило під загрозу існування Орденської держави у Пруссії.

## Біографія
Анно фон Зангергаузен походив із лицарського роду з Тюрингії, з міста Зангергаузен, нащадків герцогів Брауншвейгу. Дата народження невідома .В історичних джерелах вперше згадується від другої половини 1253 року як Ландмейстер Тевтонського ордену в Лівонії. Проводив політику зміцнення ордену в Балтиці. Будував лицарський замок у Клайпеді. 1256 року відбив з нього напад жмуді та здійснив каральну експедицію в Жемайтію.
На капітулі в 1256 році Анно фон Зангергаузен обрали великим магістром ордену замість Поппо фон Остерна, який залишив посаду. Під час свого управління збільшив земельні володіння ордену в різних країнах Європи. З'явилось 16 орденський комтурій, в тому числі у Венеції, Егері, Мотлінзі.
1260 року відбив напад жмуді на Георгенбург, однак в битві при Дурбе зазнав поразки. Наслідком цього стало повстання пруссів та куршів проти влади ордену, яке почалось у вересні 1260 року. Одночасно Олександр Невський завдав удару з Пскова на Дорпат. В Пруссії Орден втратив більшість своїх замків, і саме існування ордену було поставлене під питання. Анно фон Зангергаузен звернувся за допомогою до папи римського Урбана IV, який закликав хрестоносців Центральної Європи допомогти Тевтонському ордену, обіцяючи відпущення гріхів.
У 1263 році із зібраними військами (переважно з рейнських областей Німеччини) Анно фон Зангергаузен прибув до Пруссії. Одночасно вербувались охочі в Німеччині, Чехії та Австрії. У 1265 році папа Климент IV знову закликав надати допомогу Тевтонському ордену, і в Пруссію прибули нові загони, якими командував герцог брауншвейг-люнебурзький Альберт I, ландграф тюрингський Альберт I, маркграф бранденбургський Оттон III. Великий рейд по Натангії здійснив у 1272 році маркграф мейсенський Дітріх II. До 1274 року повстання в Пруссії було в основному придушене.
У 1266 році Великий магістр Анно фон Зангергаузен прибув з Пруссії у Святу Землю. В тому ж році війська мамлюків під командуванням султана Бейбарса обложили столицю ордену замок Монфор, але так і не зуміли його взяти. В 1271 році Бейбарсу за допомогою інженерів вдалось захопити замок, але тевтонцям вдалось врятувати свій архів та скарби. Столиця ордену знову була перенесена в Акру.
Великий магістр залишався у Святій Землі до укладення миру з султаном Бейбарсом у 1272 році. Потім він повернувся в Німеччину, де, набравши добровольців, завершив війну в Натангії. Незабаром після цього Анно фон Зангергаузен помер, ймовірно в Трірі. Похований у Трірі або Магдебурзі.